# Symbiosis (ансамбъл)
Symbiosis е британски музикален ансамбъл в стил ембиънт, основан през 1987 година. Състои се от трио с: Джон Хакет, Ричард Болтън и Клайв Уилямсън.

## Дискография
- Tears of the Moon (1988)
- Song of the Peach Tree Spring (1988)
- Touching the Clouds (1992)
- Atmospheres (1992)
- The Inner Voice (1992)
- Lake of Dreams (1994)
- Autumn Days (1995)
- Amber & Jade (1996)
- AOTEAROA – Nature Sounds of New Zealand (1997)
- Sounds to Relax You (1998)
- Sea of Light (1999)
- The Comfort Zone (Compilation) (2002)
- Dancing in your Dreams (2005)
- Angels! Angels! Angels! (1995)
- Phoenix Rising (1996)
- Dreams (1997)
- Instinctive Feng Shui for Creating Sacred Space (1998)

## Състав
- Джон Хакет – флейтист
- Ричард Болтън – китарист и виолончелист
- Клайв Уилямсън – певец, флейтист, кийбордист и перкусионист